# NGC 1793
NGC 1793 (другое обозначение — ESO 56-SC43) — рассеянное скопление в созвездии Золотой Рыбы, расположенное в Большом Магеллановом Облаке. Открыто Джоном Гершелем в 1834 году. Описание Дрейера: «тусклый, маленький объект круглой формы, немного более яркий в середине». 
Возраст скопления, по последним данным, составляет 45 миллионов лет, хотя большинство более ранних источников определяют возраст объекта выше 50 млн лет. Металличность — 84 % от солнечной, избыток цвета B−V, вызванный межзвёздным покраснением — 0,12m. Относится к типу SWB I.
Этот объект входит в число перечисленных в оригинальной редакции «Нового общего каталога».